# Błąd medyczny
Błąd medyczny, potocznie także błąd leczniczy, błąd w sztuce medycznej – w najszerszym ujęciu każde naruszenie praw pacjenta przez jakikolwiek podmiot udzielający świadczeń zdrowotnych, organ, organizację lub instytucję. 
W węższym ujęciu -  to, w zależności od autora, każde lub wyłącznie nieumyślne, ale zawsze zawinione: działanie, zaniedbanie lub zaniechanie osoby wykonującej inny zawód medyczny (lekarza, lekarza dentysty, pielęgniarki, położnej, farmaceuty, diagnosty laboratoryjnego, fizjoterapeuty, ratownika medycznego lub osoby wykonującej inny zawód medyczny), kierownika apteki, punktu aptecznego lub działu farmacji szpitalnej, a także kierownika podmiotu wykonującego działalność leczniczą niezależnie od wykonywania zawodu medycznego, powodujące szkodę pacjenta.

## Definicja
Błąd medyczny definiowany jest wielorako. Nie istnieje powszechnie uznana jedna wersja definicji ani w medycynie, ani w prawie.
Zgodnie z definicją podaną przez A. Liszewską „błąd w sztuce medycznej oznacza naruszenie przez lekarza (świadomego tego, że podejmuje czynność medyczną) obowiązujących go w konkretnym wypadku, wypracowanych na gruncie nauki i praktyki reguł postępowania zawodowego wobec dóbr prawnych w postaci życia i zdrowia człowieka, które na gruncie prawa stanowi podstawę dla stwierdzenia naruszenia obowiązku ostrożności”. Orzecznictwo sądów definiuje błąd medyczny jako czynność (zaniechanie) lekarza w sferze diagnozy i terapii, niezgodną z nauką medyczną w zakresie dla lekarza dostępnym.
W prawie polskim zdefiniowano ponadto odpowiedniki błędu medycznego stwierdzane na gruncie odpowiedzialności administracyjnej w odniesieniu do podmiotu wykonującego działalność leczniczą, organu, organizacji lub instytucji jako całości, bez konieczności wskazywanie konkretnych osób:
- naruszenie praw pacjenta - stwierdzane przez Rzecznika Praw Pacjenta w odniesieniu do każdego podmiotu udzielającego świadczeń zdrowotnych, organu, organizacji lub instytucji; wystąpienie stwierdzające je nie może naruszać niezawisłości sędziowskiej; pogląd o stosowaniu tego pojęcia w odniesieniu do usług farmaceutycznych oraz usług podmiotów leczniczych realizujących czynności z zakresu zaopatrzenia w wyroby medyczne jest niejednolity; istnieją poglądy całkowicie wyłączające np. wszystkie usługi farmaceutyczne oraz usługi podmiotów leczniczych realizujących czynności z zakresu zaopatrzenia w wyroby medyczne, tylko usługi farmaceutyczne inne niż wykonywane w aptekach, punktach aptecznych lub działach farmacji szpitalnej, tylko świadczenia inne niż wszystkie objęte ustawą o prawach konsumenta, tylko usługi farmaceutyczne w aptekach ogólnodostępnych i punktach aptecznych, natomiast przeważa pogląd wyłączający usługi farmaceutyczne inne niż udzielane w ramach opieki farmaceutycznej oraz usługi podmiotów leczniczych realizujących czynności z zakresu zaopatrzenia w wyroby medyczne.
- zdarzenie medyczne - to błąd medyczny prowadzący w przypadku udzielania świadczeń zdrowotnych w szpitalu do zakażenia pacjenta biologicznym czynnikiem chorobotwórczym, uszkodzenia ciała lub rozstroju zdrowia pacjenta albo śmierci pacjenta będący
- praktyka naruszająca zbiorowe prawa pacjenta - to błąd medyczny organizacyjny stanowiący praktykę jakiegokolwiek podmiotu wykonujqcego działalność leczniczą, mającą na celu pozbawienie pacjentów praw lub ograniczenie tych praw, w szczególności podejmowane celem osiągnięcia korzyści majątkowej, obejmujący: bezprawne zorganizowane działania lub zaniechania przez każdy podmiot wykonujący działalność leczniczą, udzielający świadczeń zdrowotnych, albo stwierdzone prawomocnym orzeczeniem sądu zorganizowanie wbrew przepisom o rozwiązywaniu sporów zbiorowych akcji protestacyjnej lub strajku przez organizatora akcji protestacyjnej strajku.

Natomiast zdarzenie niepożądane lub nieoczekiwane, w tym nieoczekiwane pogorszenie zdrowia lub nieoczekiwany zgon to pojęcie, które obejmuje wszelkie zdarzenia zawinione i niezawinione, w tym nieprawidłowości, wypadki i inne nieoczekiwane zdarzenia, które rejestrowane są w ramach systemu jakości w jednostce ochrony zdrowia przede wszystkim w celu badania przyczyn zdarzenia i wypracowywania oraz stosowania środków korygujących, a nie ustalania indywidualnej odpowiedzialności. Nie zawsze stanowią one skutki błędu medycznego, ale mogą w niektórych przypadkach je stanowić i wówczas określane są najczęściej jako szeroko pojęta  jatrogenia wynikająca z postępowania niezgodnego z zasadami evidence-based medicine (w tym m.in. z rekomendacjami, zaleceniami lub ze standardami), a w przypadkach błędów w czynnościach towarzyszących leczeniu, z procedurami określonych przez dobre praktyki (laboratoryjną,farmaceutyczną, kliniczną, wytwarzania, dystrybucyjną, higieniczną itp.), ze standardami organizacyjnymi lub z  wymaganiami.  Niektóre, czasem nakładające się na siebie  wzajemnie, typy takich zdarzeń to:
- powikłanie -  niekorzystne następstwo choroby lub leczenia skutkujące pogorszeniem stanu zdrowia lub zgonem,
- niepowodzenie lub odrzut przeszczepu - w odniesieniu do przeszczepiania komórek, tkanek i narządów,
- zakażenie szpitalne - zakażenie, co do którego istnieje domniemanie, iż zostało  nabyte w trakcie hospitalizacji,
- badanie niediagnostyczne - badanie dodatkowe (fizjologiczne, obrazowe, histopatologiczne lub laboratoryjne), na podstawie którego nie można sformułować wiarygodnego wyniku ze względu na materiał (próbkę) lub technikę wykonania badania, niezgodne z wymaganiami jakościowymi
- działanie niepożądane - w odniesieniu do produktów leczniczych
- odczyn poprzetoczeniowy - w odniesieniu do przetaczanej krwi lub produktów krwiopochodnych,
- niepożądany odczyn poszczepienny - w odniesieniu do obowiązkowych lub zalecanych szczepień ochronnych,
- incydent medyczny - w odniesieniu do wyrobów medycznych
- ekspozycja niezamierzona lub narażenie przypadkowe - w odniesieniu do promieniowania jonizującego stosowanego w medycynie
- naruszenie ochrony danych osobowych - naruszenie bezpieczeństwa prowadzące do przypadkowego lub niezgodnego z prawem zniszczenia, utracenia, zmodyfikowania, nieuprawnionego ujawnienia lub nieuprawnionego dostępu do danych osobowych

### Rodzaje błędów
Według ośrodka krakowskiego wyróżnia się następujące rodzaje błędów medycznych:
- błąd decyzyjny. Klasyczny błąd diagnostyczny i terapeutyczny jest popełniany przez lekarzy nieprawidłowo diagnozujących i nieadekwatnie do stwierdzonego stanu klinicznego leczonego pacjenta.
- błąd wykonawczy. Nieprawidłowa realizacja procedury medycznej przez uprawnionego pracownika: lekarza, położną, pielęgniarkę lub technika.
- błąd organizacyjny. Dotyczy osób organizujących świadczenia zdrowotne (kadra kierownicza i zarządzająca w podmiotach świadczących usługi medyczne), np. w postaci niewłaściwego zaplanowania obsady dyżurów.
- błąd opiniodawczy. Wydawanie orzeczeń lekarskich i opinii niezgodne z zasadami aktualnej wiedzy i doktryną opiniodawczą[4].

## Oddziaływanie na zdrowie publiczne
Treść tej sekcji należy opracować w taki sposób, aby nie uwypuklała nadmiernie polskiej specyfiki / aby nie zawężała się tylko do polskich warunków
 Po wyeliminowaniu niedoskonałości należy usunąć szablon [[Szablon:Dopracować|]] z tej sekcji.
Badania przeprowadzone w 2000 przez CBOS wskazują, że 31% polskiego społeczeństwa uważa, iż bezpośrednio spotkało się z przypadkami błędów medycznych. Ukrywanie błędów lekarskich przez środowisko lekarzy jest jednym z powodów niższego niż przeciętnie w Europie zaufania społecznego Polaków do lekarzy.
W Stanach Zjednoczonych liczbę zgonów spowodowanych błędem medycznym szacuje się na około 250 tysięcy rocznie (2013). Jest to trzecia co do częstości przyczyna zgonu po chorobach serca i nowotworach.
W Polsce problem istnienia błędów medycznych od 1998 bada i nagłaśnia Stowarzyszenie Pacjentów „Primum Non Nocere”. Według szacunków tego stowarzyszenia, na skutek błędów medycznych w Polsce każdego roku cierpi od 20 do 30 tys. osób.

## Źródła błędów
- Przekazywanie i odbiór informacji – np. brak lub niewystarczające informacje, używanie określeń niezrozumiałych dla pacjenta, zamierzone i bezpośrednie straszenie chorego.
- Badanie lekarskie – lekceważenie potrzeby całościowego podejścia do pacjenta i wytwarzanie dystansu między lekarzem a pacjentem, badanie pacjenta przy innych osobach, lekceważenie jego poczucia skrępowania i zawstydzenia, pogłębianie u pacjenta fałszywego i lękotwórczego obrazu własnej choroby.
- Badania dodatkowe – wykonywanie dodatkowych licznych badań bez uzasadnienia, lekceważenie potrzeby przygotowania pacjenta pod względem psychologicznym do czekających go badań diagnostycznych.
- Leczenie – wykonywanie zabiegu lub leczenia bez dodatkowych wskazań, lekceważenie potrzeby przygotowania pacjenta pod względem psychologicznym do zabiegu, nieuzasadnione stosowanie leków, prowadzące niekiedy do farmakomanii.
- Hospitalizacja – skrajne i sztywne trwanie przy pionowym układzie hierarchicznym, pozbawienie chorego snu i wypoczynku, co wiąże się zarówno z niekulturalnym i hałaśliwym zachowaniem personelu szpitala, jak i bezdusznie zredagowanymi regulaminami.

## Środki zapobiegawcze
Zagadnienie bezpieczeństwa pacjenta jest jednym z głównych, którymi zajmuje się Światowa Organizacja Zdrowia. 
W krajach rozwiniętych podchodzi się do niego w sposób kompleksowy, wprowadzając:
- wytyczne, rekomendacje i zalecenia postępowania w poszczególnych chorobach i problemach zdrowotnych oparte na aktualnej i wiarygodnej wiedzy medycznej,
- systemy zarządzania jakością w podmiotach udzielających świadczeń obejmujące m.in. standardowe procedury operacyjne dla poszczególnych procesów w podmiocie, raportowanie i analizy zdarzeń niepożądanych oraz opracowywanie na podstawie ich wyników działań zapobiegawczych; audyty, akredytacje i certyfikacje,
- programy ciągłego doskonalenia zawodowego oraz kontrolę wypełniania obowiązku doskonalenia zawodowego przez osoby wykonujące zawód medyczny

W chwili obecnej WHO skupia się na trzech głównych celach podniesienia bezpieczeństwa:
- listy kontrolne w chirurgii i innych dziedzinach (np. w perinatologii i położnictwie)
- propagowanie właściwej higieny rąk i prowadzenia jej regularnych szkoleń wśród pracowników opieki zdrowotnej celem redukcji zakażeń szpitalnych
- bezpieczeństwo stosowania leków: problem polifarmacji przy korzystaniu z kilku miejsc udzielania opieki zdrowotnej oraz problem zagrożeń dla bezpieczeństwa farmakoterapii przy zmianie miejsca leczenia chorego

### Listy kontrolne
Listy kontrolne mają zapobiegać przeoczeniu czynności i są stosowane od dawna w lotnictwie. 
Według analizy kilku badań wprowadzenie chirurgicznej listy kontrolnej bezpieczeństwa WHO
zmniejszyło śmiertelność o 23% i komplikacji ogólnie o 40%. Warunkiem sukcesu wprowadzenia list kontrolnych jest zrozumienie zasadności listy oraz dostosowanie jej do miejscowych warunków przez osoby mające stosować listy. Listy słabiej działają w środowiskach silnie zhierarchizowanych, gdzie np. pielęgniarka nie przypomni lekarzowi o procedurze z obawy o konsekwencje. Z tego też względu jednym z elementów chirurgicznej listy kontrolnej bezpieczeństwa WHO jest przedstawienie się członków zespołu operującego, co zwiększa szanse, że zwrócą uwagę gdy coś ich zaniepokoi.

## Aspekty prawne w Polsce

### Środki ochrony praw pacjenta w przypadku błędu medycznego
Dostępne w polskim systemie prawnym główne środki ochrony praw będące do dyspozycji pacjenta obejmują:
- doniesienie do właściwego organu prokuratury o uzasadnionym podejrzeniu popełnienia przestępstwa,
- prywatny akt oskarżenia
- pozew cywilny
- wniosek do Rzecznika Praw Pacjenta na stwierdzenie naruszenia praw pacjenta - w odniesieniu do każdego podmiotu udzielającego świadczeń zdrowotnych, organu, organizacji lub instytucji, w których działalności Rzecznik Praw Pacjenta może stwierdzić w wystąpieniu do danego podmiotu/organu/organizacji/instytucji naruszenie praw pacjenta; wystąpienie stwierdzające je nie może naruszać niezawisłości sędziowskiej; pogląd o stosowaniu tego pojęcia w odniesieniu do aptek oraz działalności leczniczej jest niejednolity; istnieją poglądy całkowicie wyłączające np. wszystkie usługi farmaceutyczne oraz usługi podmiotów leczniczych realizujących czynności z zakresu zaopatrzenia w wyroby medyczne, tylko usługi farmaceutyczne inne niż wykonywane w aptekach, tylko  świadczenia inne niż wszystkie objęte ustawą o prawach konsumenta, tylko usługi farmaceutyczne w apteki ogólnodostępnych, natomiast przeważa pogląd wyłączający usługi farmaceutyczne inne niż w ramach opieki farmaceutycznej oraz usługi podmiotów leczniczych realizujących czynności z zakresu zaopatrzenia w wyroby medyczne. 
  - W przypadku zawarcia w wystąpieniu RPP do wnioskodawcy wyjaśnienia, że nie stwierdził naruszenia praw pacjenta, wnioskodawcy przysługuje wniosek o ponowne rozpatrzenie sprawy;
    - W przypadku zawarcia w wydanym w postępowaniu odwoławczym wystąpieniu RPP do wnioskodawcy, podtrzymującym wyjaśnienie, że nie stwierdził naruszenia praw pacjenta, wnioskodawcy przysługuje skarga do sądu administracyjnego;

  - W przypadku zawarcia w wystąpieniu RPP do podmiotu/organu/organizacji/instytucji stwierdzenia naruszenia prawa pacjenta, RPP formułuje opinie lub wnioski co do sposobu załatwiania sprawy, a także może żądać wszczęcia postępowania dyscyplinarnego lub zastosowania sankcji służbowych, a podmiot/organ/organizacja/instytucja zobowiązana jest do zajęcia wobec wystąpienia stanowiska w ciągu 30 dni; 
    - W przypadku gdy Rzecznik nie podziela tego stanowiska, może zwrócić się do właściwego organu nadrzędnego z wnioskiem o zastosowanie środków przewidzianych w przepisach prawa;
      - w przypadku negatywnego rozpatrzenia wniosku, RPP przysługuje skarga do sądu administracyjnego;

  - wniosek o stwierdzenie praktyki naruszającej zbiorowe prawa pacjenta, obejmująca: bezprawne zorganizowane działania lub zaniechania przez każdy podmiot wykonujący działalność leczniczą, udzielający świadczeń zdrowotnych, albo stwierdzone prawomocnym orzeczeniem sądu zorganizowanie wbrew przepisom o rozwiązywaniu sporów zbiorowych akcji protestacyjnej lub strajku przez organizatora akcji protestacyjnej lub strajku
    - skargę do sądu administracyjnego w przypadku decyzji odmawiającej stwierdzenia praktyki naruszającej zbiorowe prawa pacjenta
- skargę do Prezesa Urzędu Ochrony Konkurencji i Konsumentów –  wyłącznie w zakresie przepisów o praktykach ograniczających konkurencję, praktykach naruszającym zbiorowe interesy konsumentów oraz o stosowaniu niedozwolonych postanowień wzorców umów, a także o przeciwdziałaniu antykonkurencyjnym koncentracjom przedsiębiorców i ich związków; natomiast z wyłączeniem przepisów ustawy o prawach konsumenta
- skargę do rzecznika praw pacjenta szpitala psychiatrycznego
- skargę na działalność osób udzielających świadczeń zdrowotnych w podmiotach wykonujących działalność leczniczą, aptekach ogólnodostępnych lub punktach aptecznych – do kierownika podmiotu, apteki lub punktu aptecznego
- skargę na działalność kierownika podmiotu leczniczego, apteki ogólnodostępnej, punktu aptecznego lub hurtowni farmaceutycznej, które działają w formie jednostki budżetowej lub samodzielnego publicznego zakładu opieki zdrowotnej – do podmiotu tworzącego
- skargę na działalność kierownika podmiotu leczniczego, apteki ogólnodostępnej, punktu aptecznego lub hurtowni farmaceutycznej, które działają w formie jednostki organizacyjnej posiadającej radę nadzorczą: spółki kapitałowej, spółki komandytowo-akcyjnej, spółdzielni, fundacji – do rady nadzorczej
- w przypadku podejrzenia błędu medycznego popełnionego w szpitalu – wniosek do wojewódzkiej komisji ds. orzekania o zdarzeniach medycznych przy właściwym wojewodzie o stwierdzenie zdarzenia medycznego,
- skargę na działalność każdego podmiotu wykonujących działalność leczniczą, apteki ogólnodostępnej, punktu aptecznego lub hurtowni farmaceutycznej  – do organu prowadzącego właściwy rejestr:
  - w przypadku podmiotów leczniczych – do właściwego wojewody
  - w przypadku praktyk zawodowych – do właściwej okręgowej rady lekarskiej lub Wojskowej Rady Lekarskiej, okręgowej rady pielęgniarek i położnych, Krajowej Rady Fizjoterapeutów
  - w przypadku apteki, punktu aptecznego lub hurtowni farmaceutycznej – do właściwego wojewódzkiego inspektora farmaceutycznego, a w przypadku w podmiotów leczniczych nadzorowanych przez Ministra Obrony Narodowej i jednostek wojskowych – do szefa zespołu nadzoru farmaceutycznego właściwego wojskowego ośrodka medycyny prewencyjnej
- zgłoszenie naruszenia przez podmiot wykonujący działalność leczniczą, aptekę, punktu apteczny lub hurtownię farmaceutyczną różnych sektorowych przepisów mających wpływ na bezpieczeństwo pacjenta – zwłaszcza, gdy naruszenia te przyczyniły się do błędu medycznego lub szkody pacjenta, np. przepisów dotyczących wymagań jakie muszą spełniać pomieszczenia i urządzenia podmiotu, przepisów o publicznej służbie krwi, przepisów o ochronie zdrowia psychicznego, przepisów o przeszczepianiu komórek, tkanek i narządów, przepisów prawa farmaceutycznego, przepisów o badaniach klinicznych, przepisów o Państwowym Ratownictwie Medycznym, przepisów o służbie medycyny pracy, przepisów o medycynie laboratoryjnej, przepisów o systemie informacji w ochronie zdrowia, przepisów o cmentarzach i chowaniu zmarłych, przepisów o aktach stanu cywilnego, przepisów prawa budowlanego, przepisów o ochronie przeciwpożarowej, przepisów o gospodarce odpadami, przepisów o bezpieczeństwie żywności i żywienia, przepisów o przeciwdziałaniu przemocy w rodzinie, przepisów o lecznictwie uzdrowiskowym, przepisów o zapobieganiu i zwalczaniu chorób zakaźnych i zakażeń u ludzi, przepisów o Państwowej Inspekcji Sanitarnej, przepisów dotyczących bezpieczeństwa jądrowego i ochrony radiologicznej, przepisów o ochronie danych osobowych, przepisów dotyczących bezpieczeństwa i higieny pracy itp.- do właściwego organu (inspekcji) ustanowionego w odpowiednich przepisach,
- skargę na działalność podmiotu wykonujących działalność leczniczą, apteki ogólnodostępnej lub punkt aptecznego, który udziela świadczeń opieki zdrowotnej finansowanych ze środków publicznych – do dyrektora właściwego oddziału wojewódzkiego Narodowego Funduszu Zdrowia, a w przypadku świadczeń finansowanych z budżetu państwa, jednostki samorządu terytorialnego lub z funduszu celowego – do podmiotu finansującego świadczenia, którym może być m.in.: właściwy wojewoda, właściwy minister, właściwy centralny organ administracji rządowej lub publicznej, właściwa jednostka samorządu terytorialnego, właściwa jednostka organizacyjna finansująca świadczenia zdrowotne z funduszu celowego (m.in. ZUS, KRUS, PFRON).
- skargę na działalność osoby wykonującej zawód medyczny zaufania publicznego:
  - lekarza lub lekarza dentysty – do okręgowego rzecznika odpowiedzialności zawodowej przy właściwej okręgowej izbie lekarskiej (lub Wojskowej Izbie Lekarskiej),
  - pielęgniarki lub położnej – do okręgowego rzecznika odpowiedzialności zawodowej przy właściwej okręgowej izbie pielęgniarek i położnych
  - farmaceuty – do okręgowego rzecznika odpowiedzialności zawodowej przy właściwej okręgowej izbie aptekarskiej
  - diagnosty laboratoryjnego – do Rzecznika Dyscypliny Krajowej Izby Diagnostyki Laboratoryjnej,
  - fizjoterapeuty – do Rzecznika Dyscyplinarnego przy Krajowej Izbie Fizjoterapeutów
- skargę na działalność zawodową osoby wykonującej zawód medyczny inny niż zaufania publicznego, obecnie należą do nich: ratownik medyczny, felczer, technik farmaceutyczny, psychoterapeuta, perfuzjonista, dietetyk, technik dentystyczny, fizyk medyczny, asystentka stomatologiczna, higienistka stomatologiczna, higienistka szkolna, protetyk słuchu, elektroradiolog, terapeuta zajęciowy, optometrysta, logopeda, ortoptystka, opiekun medyczny, optyk okularowy, technik ortopeda, instruktor terapii uzależnień, specjalista terapii uzależnień, obuwnik ortopedyczny, dyspozytor medyczny – do rzecznika dobra służby zdrowia przy właściwej okręgowej komisji kontroli zawodowej (w praktyce fikcja, okręgowe komisje kontroli zawodowej nie funkcjonują od momentu zniesienia wojewódzkich rad narodowych, pomimo formalnego przejęcia zadań tych rad przez wojewodów)
- skargę na działalność konsultantów w ochronie zdrowia: 
  - wojewódzkiego – do wojewody i do konsultanta krajowego
  - wojskowego – do konsultanta krajowego do spraw obronności i wojskowej służby zdrowia
  - krajowego – do ministra właściwego do spraw zdrowia
  - krajowego do spraw obronności i wojskowej służby zdrowia – do ministra właściwego do spraw zdrowia lub ministra właściwego do spraw obrony narodowej
- skargę na naczelnego lekarza uzdrowiska – do właściwego wojewody
- w zakresie systemu Państwowe Ratownictwo Medyczne:
  - skargę na lekarza systemu, pielęgniarkę systemu lub ratownika medycznego systemu – do kierownika podmiotu leczniczego będącego jednostką systemu
  - skargę na lekarza, pielęgniarkę lub ratownika medycznego posiadających kwalifikacje odpowiednio lekarza systemu, pielęgniarkę systemu lub ratownika medycznego systemu, udzielających świadczeń zdrowotnych:
    - w będących z urzędu jednostkami współpracującymi systemu: jednostkach organizacyjnych Państwowej Straży Pożarnej, jednostkach ochrony przeciwpożarowej włączonych do krajowego systemu ratowniczo-gaśniczego; jednostkach Morskiej Służby Poszukiwania i Ratownictwa;
    - w będących lub niebędących jednostkami współpracującymi z systemem: jednostkach Służby Ochrony Państwa, Agencji Bezpieczeństwa Wewnętrznego, Agencji Wywiadu, Centralnego Biura Antykorupcyjnego, Straży Marszałkowskiej Służby Więziennej; podmiotach uprawnionych do wykonywania ratownictwa górskiego i narciarskiego; ratownictwa wodnego; ratownictwa górniczego; jednostkach organizacyjnych Policji i Straży Granicznej, w tym w wyodrębnionych oddziałach prewencji, w Centralnym Pododdziale Kontrterrorystycznym Policji "BOA", w samodzielnych pododdziałach kontrterrorystycznych Policji, w innych jednostkach prowadzących działania antyterrorystyczne służb podległych lub nadzorowanych przez ministra właściwego do spraw wewnętrznych, w jednostkach podległych Ministrowi Obrony Narodowej, w tym niebędących podmiotami leczniczymi, podmiotach prowadzących lotniska oraz podmiotach leczniczych wykonujących zadania z zakresu zabezpieczenia medycznego imprezy masowej – do kierownika lub dowódcy jednostki

  - skargę na dyspozytora medycznego lub głównego dyspozytora medycznego – do kierownika dyspozytorni
  - skargę na kierownika dyspozytorni – do właściwego wojewody
  - skargę na wojewódzkiego koordynatora ratownictwa medycznego – do właściwego wojewody
  - skargę na kierownika podmiotu leczniczego będącego jednostką systemu:
    - w przypadku podmiotów publicznych będących jednostkami budżetowymi lub SPZOZ – do podmiotu tworzącego
    - w przypadku podmiotów będących spółką kapitałową, w której co najmniej 51% udziałów albo akcji należy do Skarbu Państwa lub jednostki samorządu terytorialnego – do rady nadzorczej

  - skargę na podmiot leczniczy będący jednostką systemu:
    - w przypadku podmiotów publicznych będących jednostkami budżetowymi lub SPZOZ – do podmiotu tworzącego
    - w przypadku podmiotów będących spółką kapitałową, w której co najmniej 51% udziałów albo akcji należy do Skarbu Państwa lub jednostki samorządu terytorialnego – do właściwego organu większościowego udziałowca lub akcjonariusza
    - do wojewody i dyrektora oddziału Narodowego Funduszu Zdrowia
- skargę na działalność osoby wykonującej w ramach rzemiosła zawód medyczny zaliczony do zawodów rzemieślniczych (optyk okularowy, protetyk słuchu, technik ortopeda, obuwnik ortopedyczny) zrzeszonej w samorządzie rzemiosła – do zarządu cechu lub do sądu cechowego, a w przypadku rzemieślnika niezrzeszonego w cechu będącego członkiem izby rzemieślniczej – do zarządu izby rzemieślniczej
- w odniesieniu do działalności orzeczniczej lub opiniodawczej: 
  - lekarza, która jest wpisany na listę lekarzy uprawnionych do wydawania określonego rodzaju urzeczeń prawnie wymaganych do pełnienia określonej funkcji, wykonywania określonej działalności lub uzyskania określonych uprawnień:
    - odwołanie od orzeczenia do określonego w odpowiednich przepisach organu odwoławczego – najczęściej do najbliższego wojewódzkiego ośrodka medycyny pracy, a w przypadku orzeczeń pierwotnie wydanych w WOMP, do jednego z listy wskazanych instytutów badawczych lub wybranych podmiotów leczniczych uczelni medycznych,
    - zaskarżenie orzeczenia organu odwoławczego – do właściwego wojewódzkiego sądu administracyjnego
    - skargę na działalność lekarza uprawnionego do właściwego organu prowadzącego listę lekarzy uprawnionych do wydawania określonego rodzaju urzeczeń – w zależności od rodzaju orzeczeń m.in. do: marszałka województwa, komendanta wojewódzkiego policji, dyrektora urzędu morskiego, dyrektora wojewódzkiego ośrodka medycyny pracy, Prezesa Urzędu Transportu Kolejowego, Prezesa Urzędu Lotnictwa Cywilnego lub do wykonujących odpowiadające im zadania organów wojskowych

  - lekarzy Zakładu Ubezpieczeń Społecznych oraz lekarzy upoważnionych przez Zakład
    - skarga na działalność lekarza lub lekarza dentysty upoważnionego przez ZUS do orzekania o czasowej niezdolności do pracy (wystawiania zwolnień lekarskich – dotyczy również zaświadczeń wydawanych dla ubezpieczonych w KRUS, ubezpieczonych w innym państwie EOG lub Szwajcarii, sędziów i prokuratorów objętych przepisami o uposażeniu, funkcjonariuszy służb mundurowych lub żołnierzy zawodowych objętych przepisami o zaopatrzeniu emerytalnym, a także bezrobotnych) – do głównego lekarza orzecznika oddziału ZUS
    - odwołanie od orzeczenia lekarza orzecznika ZUS – do komisji lekarskiej ZUS
    - zaskarżenie orzeczenia komisji lekarskiej ZUS i wydanej na jego podstawie decyzji dyrektora oddziału ZUS – do sądu ubezpieczeń społecznych
    - skarga na działalność lekarza orzecznika ZUS – do głównego lekarza orzecznika oddziału ZUS
    - skarga na działalność lekarza orzecznika ZUS, komisji lekarskiej ZUS lub głównego lekarza orzecznika oddziału ZUS – do Naczelnego Lekarza ZUS

  - lekarzy Kasy Rolniczego Ubezpieczenia Społecznego
    - odwołanie od orzeczenia lekarza rzeczoznawcy KRUS – do komisji lekarskiej KRUS
    - zaskarżenie orzeczenia komisji lekarskiej KRUS i wydanej na jego podstawie decyzji dyrektora oddziału regionalnego KRUS – do sądu ubezpieczeń społecznych
    - skarga skarga na działalność lekarza rzeczoznawcy KRUS i komisji lekarskiej KRUS – do lekarza-regionalnego inspektora orzecznictwa lekarskiego KRUS
    - skarga skarga na działalność lekarza rzeczoznawcy KRUS, komisji lekarskiej KRUS i lekarza-regionalnego inspektora orzecznictwa lekarskiego – do Lekarza Naczelnego KRUS

  - lekarzy komisji lekarskich podległych ministrowi do spraw wewnętrznych, działających w Zakładzie Emerytalno-Rentowym MSWiA
    - odwołanie od orzeczenia rejonowej komisji lekarskiej do Centralnej Komisji Lekarskiej
    - zaskarżenie orzeczenia Centralnej Komisji Lekarskiej, która związana jest z ustalaniem przez komisję zdolności do służby – do wojewódzkiego sądu administracyjnego
    - zaskarżenie orzeczenia Centralnej Komisji Lekarskiej, które ustala schorzenia funkcjonariusza oraz ich związek ze służbą do celów m.in. odszkodowawczych lub rentowych albo zaopatrzenia emerytalnego oraz wydanej na jego podstawie decyzji Dyrektora ZER MSWiA lub Dyrektora Biura Emerytalnego Służby Więziennej (lub innego organu emerytalne-rentowego w przypadku orzeczeń u osób bez uprawnień do zaopatrzenia emerytalnego funkcjonariuszy) - do sądu ubezpieczeń społecznych
    - skarga na działalność rejonowej komisji lekarskiej do przewodniczącego Centralnej Komisji Lekarskiej
    - skarga na działalność Centralnej Komisji Lekarskiej do ministra właściwego do spraw wewnętrznych

  - lekarzy komisji lekarskich orzekających o stopniu zdolności do czynnej służby wojskowej osób stawiających się do kwalifikacji wojskowej
    - odwołanie od orzeczenia powiatowej komisji lekarskiej – do wojewódzkiej komisji lekarskiej
    - zaskarżenie orzeczenia wojewódzkiej komisji lekarskiej – do wojewódzkiego sądu administracyjnego
    - skarga na działalność powiatowej komisji lekarskiej – do wojewódzkiej komisjim lekarskiej
    - skarga na działalność wojewódzkiej komisji lekarskiej – do wojewody

  - lekarzy wojskowych komisji lekarskich 
    - odwołanie od orzeczenia rejonowej wojskowej komisji lekarskiej, Rejonowej Wojskowej Komisji Morsko-Lekarskiej w Gdańsku, Rejonowej Wojskowej Komisję Lotniczo-Lekarskiej w Warszawie, Rejonowej Wojskowej Komisję Lekarskiej do spraw Służby Kontrwywiadu Wojskowego i Służby Wywiadu Wojskowego w Warszawie – do Centralnej Wojskowej Komisji Lekarskiej
    - zaskarżenie orzeczenia Centralnej Wojskowej Komisji Lekarskiej w zakresie zdolności do służby wojskowej czynnej lub zawodowej na potrzeby zaliczenia jej do określonej kategorii zdolności do służby wojskowej w celu powołania jej lub przyjęcia do odbycia tej służby albo zwolnienia ze służby wojskowej – do wojewódzkiego sądu administracyjnego
    - zaskarżenie orzeczenia Centralnej Wojskowej Komisji Lekarskiej w zakresie ustalenia schorzeń danej osoby i ich związku ze służbą wojskową do celów odszkodowawczych lub rentowych albo zaopatrzenia emerytalnego oraz wydanej na jej podstawie decyzji Dyrektora Wojskowego Biura Emerytalnego  (lub innego organu emerytalne-rentowego, w przypadku orzeczeń o osób bez uprawnień do zaopatrzenia emerytalnego żołnierzy) – do sądu ubezpieczeń społecznych
    - skarga na działalność rejonowej wojskowej komisji lekarskiej, Rejonowej Wojskowej Komisji Morsko-Lekarskiej w Gdańsku, Rejonowej Wojskowej Komisję Lotniczo-Lekarskiej w Warszawie, Rejonowej Wojskowej Komisję Lekarskiej do spraw Służby Kontrwywiadu Wojskowego i Służby Wywiadu Wojskowego w Warszawie – do Centralnej Wojskowej Komisji Lekarskiej
    - skarga na działalność Centralnej Wojskowej Komisji Lekarskiej – do ministra właściwego do spraw obrony narodowej

  - lekarzy zespołów do spraw orzekania o niepełnosprawności
    - odwołanie od orzeczenia powiatowego zespołu do spraw orzekania o niepełnosprawności – do wojewódzkiego zespołu do spraw orzekania o niepełnosprawności
    - zaskarżenie decyzji wojewódzkiego zespołu do spraw orzekania o niepełnosprawności – do wojewódzkiego sądu administracyjnego
    - skarga na działalność powiatowego zespołu do spraw orzekania o niepełnosprawności – do wojewódzkiego zespołu do spraw orzekania o niepełnosprawności
    - skarga na działalność wojewódzkiego zespołu do spraw orzekania o niepełnosprawności – do wojewody

  - lekarza sądowego oraz lekarza lub lekarza dentysty wpisanego na listę biegłych sądowych:
    - odwołanie od opinii - do Komisji Lekarskiej działającej przy Rzeczniku Praw Pacjenta
    - skarga na działalność opiniodawczą biegłego - do prezesa właściwego sądu okręgowego,

  - sprzeciw do  orzeczenia lub opinii lekarza lub lekarza dentysty w ramach pozostałej działalności orzeczniczej lub opiniodawczej, dla której nieuregulowano prawnie drogi odwoławczej (np. w sprawach z zakresu ustalania istnienia co najmniej jednego spośród warunków znoszących w odniesieniu do płodu i ciężarnej bezprawność dobrowolnego zakończenia ciąży poprzez sztuczne poronienie, a także umożliwiających uzyskanie go jako świadczenia zdrowotnego finansowanego ze środków publicznych, wymienionych w ustawie o planowaniu rodziny, ochronie płodu ludzkiego i warunkach dopuszczalności przerywania ciąży, czy też w sprawach dotyczących badań kwalifikacyjnych do obowiązkowego lub zalecanego szczepienia ochronnego, przeprowadzanych na podstawie art. 18 ustawy o zapobieganiu i zwalczanie chorób zakaźnych i zakażeń u ludzi)
    - odwołanie do Komisji Lekarskiej działającej przy Rzeczniku Praw Pacjenta

  - osoby wykonującej zawód medyczny inny niż lekarz lub lekarz dentysta wpisanej na listę biegłych sądowych – skarga na działalność opiniodawczą do prezesa właściwego sądu okręgowego

### Odpowiedzialność cywilna
Usługodawca (podmiot wykonujący działalność leczniczą, apteka, punkt apteczny), hurtownia farmaceutyczna lub inna instytucja (np. organ władzy publicznej, szkoła lub inna placówka oświatowa, czy też uczelnia zatrudniający osoby wykonujące zawód medyczny) mogą ponosić za spowodowaną szkodę odpowiedzialność cywilną wobec pacjenta, płatnika, w przypadku hurtowni farmaceutycznej – wobec punktów aptecznych, aptek ogólnodostępnych i podmiotów leczniczych prowadzących apteki zakładowe, a w przypadku innych instytucji – wobec ich klientów, petentów, uczniów, studentów itp. Usługodawcy są zobowiązani na podstawie właściwych przepisów do posiadania obowiązkowej polisy ubezpieczeniowej od odpowiedzialności cywilnej. W niektórych sytuacjach wspomniane podmioty mogą występować z roszczeniem regresowym wobec zatrudnionej w nich osoby wykonującej zawód medyczny. 
Roszczenia cywilnego można dochodzić w oparciu o przepisy kodeksu cywilnego dotyczące szkody powstałej wskutek niewykonania lub nienależytego wykonania zobowiązania (reżim odpowiedzialności kontraktowej) lub dotyczące szkody powstałej wskutek czynu niedozwolonego (reżim odpowiedzialności deliktowej). 
Odpowiedzialność kontraktowa w medycynie jest zawężona, ponieważ w zdecydowanej większości przypadków umowa usługodawcy z pacjentem (dorozumiana, ustna lub pisemna) ma charakter umowy starannego działania, a nie rezultatu. Znamion umowy rezultatu można dopatrywać się jedynie w niektórych świadczeniach dentystycznych, niektórych świadczeniach medycyny estetycznej, działalności technika dentystycznego, optometrysty, optyka okularowego, technika ortopedy, obuwnika ortopedycznego lub protetyka słuchu. Dla uznania roszczenia konieczne jest więc zwykle wykazanie, że usługa wykonana była niestarannie lub niezgodnie z aktualną wiedzą medyczną. W wypadku wyboru tego reżimu odpowiedzialności zobowiązany odpowiada zasadniczo tylko za szkodę majątkową, a nie ponosi odpowiedzialności za szkodę niemajątkową (krzywdę), a zatem zadośćuczynienie w takiej sytuacji nie przysługuje.
Odpowiedzialność deliktowa istnieje wówczas, gdy powstała szkoda w postaci uszczerbku na zdrowiu będąca wynikiem czynu niedozwolonego oraz gdy pomiędzy szkodą a czynem niedozwolonym istnieje związek przyczynowy. Przykłady obejmują szkody powstałe wskutek: wykonania usługi przez osobę nieposiadającą wymaganych uprawnień, osobę nietrzeźwą lub pod wpływem środków psychoaktywnych, wykonania zabiegu bez odpowiednio udzielonej zgody pacjenta. Odpowiedzialność ta obejmuje również skutki czynów niedozwolonych osób zatrudnionych u zobowiązanego. Ponadto możliwe jest dochodzenie zadośćuczynienia za szkodę niemajątkową (krzywdę – cierpienie fizyczne lub psychiczne).
W przypadku zbiegu obu typów odpowiedzialności uprawniony ma prawo wybrać reżim uznany przez siebie za korzystniejszy w danej sprawie, Niedopuszczalne są natomiast roszczenia mieszane. 
Ważny przy dochodzeniu roszczeń jest termin ich przedawnienia, gdyż w razie jego upływu odpowiedzialny za szkodę ma prawo uchylenia się od jej zaspokojenia. Terminy przedawnienia reguluje: 
- w reżimie odpowiedzialności kontraktowej: Art. 118. "Jeżeli przepis szczególny nie stanowi inaczej, termin przedawnienia wynosi sześć lat, a dla roszczeń o świadczenia okresowe oraz roszczeń związanych z prowadzeniem działalności gospodarczej – trzy lata."; Art. 120. "§ 1. Bieg przedawnienia rozpoczyna się od dnia, w którym roszczenie stało się wymagalne. Jeżeli wymagalność roszczenia zależy od podjęcia określonej czynności przez uprawnionego, bieg terminu rozpoczyna się od dnia, w którym roszczenie stałoby się wymagalne, gdyby uprawniony podjął czynność w najwcześniej możliwym terminie." (przy czym moment, w którym wierzyciel powinien wezwać dłużnika do spełnia świadczenia wyznacza się zwykle z odwołaniem się do tego zdarzenia, ale można to czynić także z odwołaniem się do stanu świadomości wierzyciela co do wyrządzenia mu szkody. Postać i rozmiar szkody mogą przy tym ulegać zmianie na skutek oddziaływania czynników obiektywnych, a jej ujawnienie się może być odległe od daty niewykonania umowy lub jej nienależytego wykonania.)
- w reżimie odpowiedzialności deliktowej: art. 4421 Kodeksu cywilnego, zgodnie z którym: „Roszczenie o naprawienie szkody wyrządzonej czynem niedozwolonym ulega przedawnieniu z upływem lat trzech od dnia, w którym poszkodowany dowiedział się o szkodzie i o osobie obowiązanej do jej naprawienia. Jednakże termin ten nie może być dłuższy niż dziesięć lat od dnia, w którym nastąpiło zdarzenie wywołujące szkodę”, a jeżeli szkoda byłą skutkiem przestępstwa: "Jeżeli szkoda wynikła ze zbrodni lub występku, roszczenie o naprawienie szkody ulega przedawnieniu z upływem lat dwudziestu od dnia popełnienia przestępstwa bez względu na to, kiedy poszkodowany dowiedział się o szkodzie i o osobie obowiązanej do jej naprawienia".

#### Odpowiedzialność cywilna usługodawcy finansowanego ze środków publicznych
Postępowanie cywilne poprzedza zgłoszenie przez wierzyciela (pacjenta) szkody zobowiązanemu usługodawcy (podmiotowi wykonującemu działalność leczniczą, aptece lub punktowi aptecznemu) w którym udzielono świadczeń zdrowotnych, farmaceutycznych lub świadczeń w zakresie zaopatrzenia w wyroby medyczne i środki pomocnicze,  skutkujących zawinionym pogorszeniem stanu zdrowia pacjenta lub nawet jego zgonu, a także zakładowi ubezpieczeń, w którym podmiot nabył obowiązkowe ubezpieczenie OC. W razie odmowy zapłaty lub braku reakcji, sprawę kieruje się do sądu cywilnego. Ważny przy dochodzeniu roszczeń jest termin ich przedawnienia, gdyż w razie jego upływu odpowiedzialny za szkodę ma prawo uchylenia się od jej zaspokojenia. Postępowanie cywilne poprzedza zgłoszenie szkody zobowiązanemu usługodawcy (podmiotowi wykonującemu działalność leczniczą, aptece lub punktowi aptecznemu) w którym udzielono świadczeń zdrowotnych skutkujących zawinionym pogorszeniem stanu zdrowia pacjenta lub nawet jego zgonu, a także zakładowi ubezpieczeń, w którym podmiot nabył obowiązkowe ubezpieczenie OC. W razie odmowy zapłaty lub braku reakcji, sprawę kieruje się do sądu cywilnego.  W przypadku, gdy osoba wykonująca zawód medyczny świadczy na rzecz podmiotu leczniczego usługi zdrowotne na podstawie umowy cywilnoprawnej jako podwykonawca w formie praktyki zawodowej, odpowiedzialność cywilną ponoszą solidarnie: zarówno podmiot leczniczy, jak i jego podwykonawca (praktyka zawodowa). Podmiot leczniczy może ponadto nakładać kary umowne przewidziane kontraktem na podwykonawcę będącego sprawcą błędu medycznego oraz ich dochodzić w postępowaniu cywilnym od podwykonawcy i od zakładu ubezpieczeń, w którym podwykonawca wykupił obowiązkowe ubezpieczenie OC.

##### a) wobec pacjenta
Świadczeniodawca udzielający świadczeń zdrowotnych w ramach kontraktu z NFZ lub innym płatnikiem ponosi wobec pacjenta wyłącznie odpowiedzialność deliktową, natomiast podmiot wykonujący działalność leczniczą udzielający świadczeń zdrowotnych odpłatnie, a także (niezależnie od posiadania umowy z NFZ na refundację) apteka, punkt apteczny lub podmiot leczniczy prowadzący pracownię lub punkt zaopatrzenia w środki pomocnicze i wyroby medyczne – zarówno odpowiedzialność kontraktową jak i deliktową. 

##### b) wobec płatnika
Błąd medyczny, do którego doszło u świadczeniodawcy Narodowego Funduszu Zdrowia (w podmiocie wykonującym działalność leczniczą udzielającym na podstawie umowy z NFZ świadczeń zdrowotnych finansowanych ze środków publicznych w ramach ubezpieczenia zdrowotnego), może skutkować powstaniem odpowiedzialności cywilnej kontraktowej świadczeniodawcy wobec NFZ: stwierdzeniem przez NFZ wykonania świadczenia w sposób niezgodny z warunkami kontraktu, nieuznaniem należności NFZ wobec świadczeniodawcy za udzielenie świadczenia i odmową wypłaty, potrąceniem lub żądaniem jej zwrotu, nałożeniem kary umownej, a w ostateczności rozwiązaniem umowy przez NFZ w trybie natychmiastowym – przy czym ostatnia z kar pociąga za sobą również odpowiedzialność administracyjną (patrz niżej). 
Odpowiedzialności cywilnej (wyłącznie deliktowej) podlegają też błędy i nadużycia w zakresie ordynowania (opełnione przez świadczeniodawców NFZ) i
realizacji zaopatrzenia w leki lub środki pomocnicze  (popełniane przez apteki, punkty apteczne lub punkty zaopatrzenia w środki pomocnicze, posiadające umowę z NFZ). Świadczeniodawca, który popełnia błędy lub nadużycia w zakresie wystawiania refundowanych recept lub zleceń na zaopatrzenie w refundowane środki pomocnicze lub wyroby medyczne, może być obciążany karą umowną skutkującą koniecznością zwrotu do NFZ kwoty nienależnej refundacji. Z kolei za błędy i nieprawidłowości w zakresie realizacji recept refundowanych odpowiedzialność ponosi posiadająca umowę z NFZ apteka ogólnodostępna lub punkty apteczny, zaś za błędy i nadużycia w realizacji zleceń na refundowane środki pomocnicze i wyroby medyczne ponosi realizator zaopatrzenia (podmiot leczniczy prowadzący posiadającą umowę z NFZ pracownię lub punkt zaopatrzenia). Także w tym przypadku nałożenie kary umownej skutkuje zwykle koniecznością zwrotu do NFZ kwoty nienależnej refundacji, a w ostateczności rozwiązaniem umowy przez NFZ w trybie natychmiastowym – przy czym ostatnia z kar pociąga za sobą również odpowiedzialność administracyjną (patrz niżej).

#### Służbowa odpowiedzialność majątkowa
W przypadku pracowników medycznych pozostających w stosunku pracy, zastosowanie ma art. 120 Kodeksu pracy, zgodnie z którym w razie wyrządzenia szkody przez pracownika przy wykonywaniu przez niego obowiązków pracowniczych osobie trzeciej, zobowiązany do naprawienia szkody jest wyłącznie pracodawca, który może jednak w następstwie dochodzić od pracownika kwoty wypłaconej pacjentowi tytułem odszkodowania, ale tylko do wysokości trzymiesięcznego wynagrodzenia tego pracownika. Pracownik jest obowiązany do naprawienia szkody w pełnej wysokości wyłącznie wtedy, jeśli wyrządzi szkodę z winy umyślnej. 
Analogiczne zasady sformułowane są w ustawach dotyczących żołnierzy oraz funkcjonariuszy, odpowiednio: o obronie Ojczyzny, a także w ustawie o odpowiedzialności majątkowej funkcjonariuszy Policji, Straży Granicznej, Straży Marszałkowskiej, Służby Celno-Skarbowej, Służby Ochrony Państwa, Państwowej Straży Pożarnej, Służby Więziennej, Agencji Bezpieczeństwa Wewnętrznego, Agencji Wywiadu, Służby Kontrwywiadu Wojskowego, Służby Wywiadu Wojskowego i Centralnego Biura Antykorupcyjnego. 
Jeżeli natomiast błąd medyczny popełniony został przez osobę wykonującą zawód medyczny pracującą lub pełniącą służbę w roli lub w strukturach organu władzy publicznej (np. jako państwowy inspektor sanitarny, państwowy inspektor farmaceutyczny lub lekarz orzecznik) i spełnia ustawowe przesłanki dla uznania go za błąd funkcjonariusza publicznego przy wykonywaniu władzy publicznej wskutek jego nieumyślnego działania lub zaniechania prowadzącego do rażącego naruszenia prawa, to instytucja publiczna obsługująca organ, działająca w imieniu Skarbu Państwa lub innej publicznej osoby prawnej bezpośrednio ponoszącej odpowiedzialność odszkodowawczą za błąd,  może – zgodnie z przepisami o odpowiedzialności majątkowej funkcjonariuszy publicznych za rażące naruszenie prawa – dochodzić od sprawcy błędu odszkodowania w wysokości nieprzekraczającej dwunastokrotności jego wynagrodzenia.

### Odpowiedzialność administracyjna
Świadczeniodawca, z którym NFZ rozwiązał umowę w trybie natychmiastowym, ponosi odpowiedzialność administracyjną, ponieważ oferta – składana przez świadczeniodawcę, z którym w okresie 5 lat poprzedzających ogłoszenie postępowania, została rozwiązana przez Fundusz umowa o udzielanie świadczeń opieki zdrowotnej w zakresie lub rodzaju odpowiadającym przedmiotowi ogłoszenia, bez zachowania okresu wypowiedzenia z przyczyn leżących po stronie świadczeniodawcy – podlega w postępowaniu konkursowym NFZ odrzuceniu z mocy ustawy. Sankcja ta dotyczy również umów z aptekami, punktami aptecznymi lub podmiotami leczniczymi prowadzącymi pracownię lub punkt zaopatrzenia. Decyzję o odrzuceniu oferty lub wniosku o zawarcie umowy zaskarżyć można do sądu administracyjnego. 
W przypadku błędów i nadużyć w zakresie refundowanych recept i zleceń na zaopatrzenie w środki pomocnicze lub wyroby medyczne wystawionych w podmiocie nieposiadającym umowy z NFZ, brak jest podstaw prawnych do nakładania na podmiot kary umownej. Stosowana jest natomiast wówczas odpowiedzialność administracyjna  bezpośrednio w stosunku do osoby wykonującej zawód medyczny będącej wystawcą recepty lub zlecenia, a sankcją jest kara pieniężna w wysokości kwoty nienależnej refundacji. W tego rodzaju sprawach spory rozstrzyga sąd administracyjny. 
W przypadku błędu medycznego popełnionego w szpitalu można dochodzić roszczeń z tytułu szkód majątkowych i niemajątkowych na drodze administracyjnego postępowania przed wojewódzkimi komisjami ds. orzekania o zdarzeniach medycznych działającymi przy wojewodach. Celem postępowania przed wojewódzką komisją jest ustalenie czy zdarzenie, którego następstwem była szkoda majątkowa lub niemajątkowa, stanowiło zdarzenie medyczne.
Osobista odpowiedzialność administracyjna osoby wykonującej zawód medyczny ponoszona jest także niekiedy wskutek błędu orzeczniczego/opiniodawczego – błędów lub nieprawidłowości dotyczących wydawania różnego typu orzeczeń lekarskich o stanie zdrowia, których wydawanie zastrzeżono dla posiadającego określone kwalifikacje lekarza wpisanego przez właściwy organ na odpowiednią listę lekarzy uprawnionych do wydawania określonego rodzaju urzeczeń prawnie wymaganych dla pełnienia określonej funkcji, wykonywania określonej działalności lub uzyskania określonych uprawnień, np. do kierowania pojazdami, uzyskania pozwolenia na broń itp., wydawania orzeczeń o zdolności lub niezdolności do uczestniczenia w postępowaniu sądowym lub prokuratorskim przez lekarza sądowego wpisanego na listę właściwego sądu okręgowego lub wojskowego sądu okręgowego, czy też wydawania orzeczeń przez lekarza, lekarza dentystę lub felczera upoważnionego przez ZUS do orzekania o czasowej niezdolności do pracy (wystawiania zwolnień lekarskich – również dla ubezpieczonych w KRUS, ubezpieczonych w innym państwie EOG lub Szwajcarii, sędziów i prokuratorów objętych przepisami o uposażeniu, funkcjonariuszy służb mundurowych lub żołnierzy zawodowych objętych przepisami o zaopatrzeniu emerytalnym, a także dla bezrobotnych). Ten rodzaj odpowiedzialności dotyczy również wydawania opinii biegłego przez osobę wykonującą zawód medyczny wpisaną na listę biegłych właściwego sądu okręgowego lub wojskowego sądu okręgowego. Sankcją administracyjną za nadużycia lub nierzetelne sporządzanie orzeczeń jest zwykle decyzja właściwego organu o czasowym zawieszeniu lub o całkowitym pozbawieniu danych uprawnień orzeczniczych poprzez skreślenie przez właściwy organ z listy lekarzy uprawnionych do wydawania określonego rodzaju orzeczeń, czy też skreślenie osoby wykonującej zawód medyczny z przez właściwy sąd z listy biegłych. Na decyzję o skreśleniu służy skarga do wojewódzkiego sądu administracyjnego. Decyzja taka nie wyklucza jednak ponoszenia w rażących przypadkach odpowiedzialności karnej. 
Dla odmiany, działalność administracyjna lekarzy orzeczników ZUS, KRUS, członków komisji lekarskich służb mundurowych lub komisji lekarskich ds. kwalifikacji wojskowej, członków zespołów do spraw orzekania o niepełnosprawności, naczelnych lekarzy uzdrowisk czy konsultantów w ochronie zdrowia podlega (w zależności od formy i miejsca zatrudnienia) odpowiedzialności dyscyplinarnej pracowników, funkcjonariuszy lub żołnierzy, a w przypadkach zatrudnienia w oparciu o umowę cywilnoprawną – odpowiedzialności cywilnej, ponieważ ich uprawnienia orzecznicze lub opiniodawcze nie są nadawane administracyjnie, lecz wynikają z zatrudnienia lub służby na stanowisku orzecznika. Ewentualne spory rw tym zakresie rozstrzyga sąd ubezpieczeń społecznych, a w przypadku umowy cywilnoprawnej - sąd cywilny.
Błąd organizacyjny w jakimkolwiek podmiocie wykonującym działalność leczniczą może skutkować ponadto:
- stwierdzeniem przez Rzecznika Praw Pacjenta naruszania zbiorowych praw pacjentów i decyzją nakazującą jego zaprzestanie, a w przypadku niepodporządkowania się jej przez podmiot – wysokimi karami pieniężnymi
- stwierdzeniem przez organ prowadzący właściwy dla danego podmiotu rejestr podmiotów wykonujących działalność leczniczą rażącego naruszenia warunków wymaganych do wykonywania działalności objętej wpisem lub niezastosowania się do uprzednich zaleceń pokontrolnych ww. organu lub ministra właściwego ds. zdrowia – a w konsekwencji decyzją organu o trzyletnim zakazie wykonywania przez podmiot działalności objętej wpisem do rejestru połączoną z decyzją o wykreśleniu podmiotu z rejestru
- stwierdzeniem przez właściwe organy kontrolne naruszeń innych sektorowych przepisów, np. przepisów dotyczących wymagań jakie muszą spełniać pomieszczenia i urządzenia podmiotu, przepisów o publicznej służbie krwi, przepisów o ochronie zdrowia psychicznego, przepisów o przeszczepianiu komórek, tkanek i narządów, przepisów prawa farmaceutycznego, przepisów o badaniach klinicznych, przepisów o Państwowym Ratownictwie Medycznym, przepisów o służbie medycyny pracy, przepisów o medycynie laboratoryjnej, przepisów o systemie informacji w ochronie zdrowia, przepisów o cmentarzach i chowaniu zmarłych, przepisów o aktach stanu cywilnego, przepisów prawa budowlanego, przepisów o ochronie przeciwpożarowej, przepisów o gospodarce odpadami, przepisów o bezpieczeństwie żywności i żywienia, przepisów o przeciwdziałaniu przemocy w rodzinie, przepisów o lecznictwie uzdrowiskowym, przepisów o zapobieganiu i zwalczaniu chorób zakaźnych i zakażeń u ludzi, przepisów o Państwowej Inspekcji Sanitarnej, przepisów dotyczących bezpieczeństwa jądrowego i ochrony radiologicznej, przepisów o ochronie danych osobowych, przepisów dotyczących bezpieczeństwa i higieny pracy itp. – a w konsekwencji decyzją o karach pieniężnych nałożonych na podmiot lub jego kierownika, lub o wstrzymaniu działalności podmiotu, a w przypadkach rażących lub w sytuacji niezastosowania się do zaleceń pokontrolnych, każdy z odpowiednich organów może skierować do właściwego organu rejestrowego wniosek o zastosowanie środka opisanego w punkcie powyżej.

### Odpowiedzialność karna
Rozważnego zastanowienia wymaga decyzja o skierowaniu sprawy do trybu karnego. W postępowaniu karnym wina przedstawiciela zawodu medycznego nie może budzić najmniejszych wątpliwości (domniemanie niewinności), podczas gdy w procesie cywilnym wystarcza samo uprawdopodobnienie związku przyczynowego co znacznie upraszcza postępowanie.
W procesie karnym ustalenie błędu medycznego zależy od odpowiedzi na pytanie, czy postępowanie pracownika medycznego w konkretnej sytuacji i z uwzględnieniem całokształtu okoliczności istniejących w chwili zabiegu, a zwłaszcza tych danych, którymi wówczas dysponował lub mógł dysponować, zgodne było z wymaganiami aktualnej wiedzy i nauki medycznej oraz powszechnie przyjętej praktyki.
Osoby wykonujące zawód medyczny ponoszą najczęściej odpowiedzialność karną z artykułów:
- 192 k.k. za wykonanie zabiegu leczniczego bez zgody pacjenta (uzyskanej skutecznie, w świadomy sposób, zgodnie z wymaganiami ustawy o prawach pacjenta i Rzeczniku Praw Pacjenta)
- 160 § 3 k.k. za narażenie na bezpośrednie niebezpieczeństwo utraty życia albo ciężkiego uszczerbku na zdrowiu,
- 156 k.k. za spowodowanie ciężkiego uszczerbku na zdrowiu,
- 157 k.k. za naruszenie czynności narządu lub rozstrój zdrowia,
- 155 k.k. za nieumyślne spowodowanie śmierci
- 270 k.k. za poświadczenie nieprawdy w dokumentacji medycznej, zaświadczeniach lub orzeczeniach.

Katalog orzekanych kar może obejmować m.in.:
- grzywnę
- ograniczenie wolności
- pozbawienie wolności
- pozbawienie praw publicznych
- przepadek mienia
- podanie wyroku do publicznej wiadomości
- zakaz zajmowania określonego stanowiska, wykonywania określonego zawodu czy prowadzenia określonej działalności gospodarczej przez okres do 5 lat.

Wyrok skazujący stanowi podstawę do dochodzenia przez poszkodowanego odpowiedzialności cywilnej, ponadto sąd lub prokurator może również powiadomić podmioty właściwe do uruchomienia procedur odpowiedzialności dyscyplinarnej lub zawodowej, co może skutkować między innymi dożywotnim pozbawieniem prawa wykonywania zawodu medycznego. 
Zatarcie kary nie oznacza automatycznie całkowitego ustąpienia jej skutków, w szczególności w zawodach, dla których obowiązują kwalifikowane normy moralno-etyczne: zawodach zaufania publicznego, czy też w zawodach nauczyciela lub nauczyciela akademickiego. Zatarcie nie oznacza na przykład, że osoba uznawana jest automatycznie za ponownie będącą "o nienagannej postawie moralnej i etycznej" wymaganej dla uzyskania prawa wykonywania zawodu lekarza. 
W przypadku, gdy osoby zatrudnione w podmiocie wykonującym działalność leczniczą, aptece ogólnodostępnej lub hurtowni farmaceutycznej (prowadzonych w formie innej, niż działalność jednoosobowa, spółka cywilna lub jednostka budżetowa) fałszują dokumentację (art. 270 § 1 k.k.) np. w celu uniknięcia odpowiedzialności za błąd medyczny, odpowiedzialności karnej może podlegać także podmiot jako całość, na zasadach ustawy z dnia 28 października 2002 r. o odpowiedzialności podmiotów zbiorowych za czyny zabronione pod groźbą kary (Dz.U. z 2024 r. poz. 1822).

### Odpowiedzialność w sprawach o wykroczenia
W sytuacji popełnienia przez osobę wykonującą zawód medyczny czynów uznawanych powszechnie za czyny mniejszej wagi, podlegających odpowiedzialności w sprawach o wykroczenia na podstawie kodeksu wykroczeń lub innych ustaw, może ona podlegać odpowiedzialności wykroczeniowej. Dotyczy to np. pozostawania pod wpływem alkoholu w miejscu pracy lub zakłócania porządku publicznego, czy też niedopełnienia obowiązków związanych ze zgłaszaniem chorób zakaźnych lub zakażeń u ludzi. Kary za wykroczenia nie prowadzą same w sobie do czasowej lub trwałej utraty uprawnień zawodowych, mogą one jednak stanowić w zawodach, dla których obowiązują kwalifikowane normy moralno-etyczne, wystarczający powód dla uruchomienia postępowania w trybie odpowiedzialności dyscyplinarnej, zawodowej, lub (w przypadku lekarzy sądowych, biegłych sądowych lub osób posiadających poświadczenie bezpieczeństwa uprawniające do dostępu do informacji niejawnych) administracyjnej. Ponadto mogą one stanowić przesłankę uprawdopodabniającą zarzut nienależytego lub niestarannego wykonywania obowiązków zawodowych podnoszony w sprawach cywilnych roszczeń dochodzonych w reżimie odpowiedzialności kontraktowej.

### Służbowa, doktorancka, studencka, uczniowska i rzemieślnicza odpowiedzialność dyscyplinarna
W zależności od sposobu lub miejsca zatrudnienia, miejsca nauki, służby lub formy wykonywania działalności, osoba wykonująca zawód medyczny może podlegać za popełnienie błędu medycznego ogólnym (obowiązującym także osoby wykonujące czynności niezwiązane z medycyną) zasadom odpowiedzialności dyscyplinarnej, obowiązującym również uczniów, studentów, doktorantów, żołnierzy, funkcjonariuszy, pracowników (w tym ich szczególne grupy) lub przedsiębiorców. Odpowiedzialność dyscyplinarna nie wyklucza ponoszenia odpowiedzialności zawodowej.  W niektórych sytuacjach kilka rodzajów odpowiedzialności może się nakładać. 

#### Pracownicy nieobjęci przepisami szczególnymi
Jeżeli błąd medyczny był wynikiem nieprzestrzegania przez pracownika ustalonej organizacji i porządku w procesie pracy, przepisów bezpieczeństwa i higieny pracy, przepisów przeciwpożarowych, a także przyjętego sposobu potwierdzania przybycia i obecności w pracy oraz usprawiedliwiania nieobecności w pracy, pracodawca może stosować karę upomnienia lub karę nagany. W przypadku, gdy do błędu doszło wskutek nieprzestrzeganie przez pracownika przepisów bezpieczeństwa i higieny pracy lub przepisów przeciwpożarowych, opuszczenie pracy bez usprawiedliwienia, stawienie się do pracy w stanie nietrzeźwości lub spożywanie alkoholu w czasie pracy – pracodawca może również stosować karę pieniężną. Kara nie może być zastosowana po upływie 2 tygodni od powzięcia wiadomości o naruszeniu obowiązku pracowniczego i po upływie 3 miesięcy od dopuszczenia się tego naruszenia. Jeżeli zastosowanie kary nastąpiło z naruszeniem przepisów prawa, pracownik może w ciągu 7 dni od dnia zawiadomienia go o ukaraniu wnieść sprzeciw. O uwzględnieniu lub odrzuceniu sprzeciwu decyduje pracodawca po rozpatrzeniu stanowiska reprezentującej pracownika zakładowej organizacji związkowej. Nieodrzucenie sprzeciwu w ciągu 14 dni od dnia jego wniesienia jest równoznaczne z uwzględnieniem sprzeciwu. Pracownik, który wniósł sprzeciw, może w ciągu 14 dni od dnia zawiadomienia o odrzuceniu tego sprzeciwu wystąpić do sądu pracy o uchylenie zastosowanej wobec niego kary. W razie uwzględnienia sprzeciwu wobec zastosowanej kary pieniężnej lub uchylenia tej kary przez sąd pracy, pracodawca jest obowiązany zwrócić pracownikowi równowartość kwoty tej kary. Karę uważa się za niebyłą, a odpis zawiadomienia o ukaraniu usuwa z akt osobowych pracownika po roku nienagannej pracy. Pracodawca może, z własnej inicjatywy lub na wniosek reprezentującej pracownika zakładowej organizacji związkowej, uznać karę za niebyłą przed upływem tego terminu.
Konsekwencją popełnienia przez pracownika błędu medycznego może być rozwiązanie przez pracodawcę umowy o pracę bez wypowiedzenia z winy pracownika w razie, gdy błąd medyczny popełniony został w wyniku ciężkiego naruszenia przez pracownika podstawowych obowiązków pracowniczych lub popełnienia przez pracownika w czasie trwania umowy o pracę przestępstwa, które uniemożliwia dalsze zatrudnianie go na zajmowanym stanowisku, jeżeli
przestępstwo jest oczywiste lub zostało stwierdzone prawomocnym wyrokiem, a także jeżeli skutkiem jego skutkiem jest zawiniona przez pracownika utraty uprawnień koniecznych do wykonywania pracy na zajmowanym stanowisku. Rozwiązanie umowy o pracę bez wypowiedzenia z winy pracownika nie może nastąpić po upływie 1 miesiąca od uzyskania przez pracodawcę wiadomości o okoliczności uzasadniającej rozwiązanie umowy. Pracodawca podejmuje decyzję w sprawie rozwiązania umowy po zasięgnięciu opinii reprezentującej pracownika zakładowej organizacji związkowej, którą zawiadamia o przyczynie uzasadniającej rozwiązanie umowy. W razie zastrzeżeń co do zasadności rozwiązania umowy zakładowa organizacja związkowa wyraża swoją opinię niezwłocznie, nie później jednak niż w ciągu 3 dni. Pracownikowi, z którym rozwiązano umowę o pracę bez wypowiedzenia z naruszeniem przepisów o rozwiązywaniu umów o pracę w tym trybie, przysługuje roszczenie o przywrócenie do pracy na poprzednich warunkach albo o odszkodowanie. O przywróceniu do pracy lub odszkodowaniu orzeka sąd pracy. Pracownikowi, który podjął pracę w wyniku przywrócenia do pracy, przysługuje wynagrodzenie za czas pozostawania bez pracy.

#### Członkowie korpusu służby cywilnej, nienależące do niego osoby zatrudnione w służby zagranicznej, mianowani urzędnicy państwowi, mianowani urzędnicy sądów i prokuratur
W przypadku błędu medycznego popełnionego przez pracownika medycznego będącego członkiem korpusu służby cywilnej, odpowiada on dyscyplinarnie za naruszenie obowiązków członka korpusu służby cywilnej. Postępowanie dyscyplinarne nie może być wszczęte po upływie trzech miesięcy od dnia powzięcia przez dyrektora generalnego urzędu wiadomości o naruszeniu obowiązków członka korpusu służby cywilnej ani po upływie dwóch lat od popełnienia tego czynu. Jeżeli członek korpusu służby cywilnej z powodu nieobecności w pracy nie ma możliwości złożenia wyjaśnień, bieg trzymiesięcznego terminu nie rozpoczyna się, a rozpoczęty ulega zawieszeniu do dnia jego stawienia się do pracy. Jeżeli błąd medyczny zawiera znamiona przestępstwa, przedawnienie następuje nie wcześniej niż przedawnienie przewidziane w przepisach Kodeksu karnego. Karami dyscyplinarnymi stosowanymi wobec urzędników służby cywilnej są: upomnienie; nagana; pozbawienie możliwości awansowania przez okres dwóch lat na wyższy stopień służbowy; obniżenie wynagrodzenia zasadniczego, nie więcej niż o 25% – przez okres nie dłuższy niż sześć miesięcy; obniżenie stopnia służbowego służby cywilnej; wydalenie ze służby cywilnej. Karami dyscyplinarnymi stosowanymi wobec osób zajmujących wyższe stanowiska w służbie cywilnej oraz pracowników służby cywilnej są:upomnienie; nagana; obniżenie wynagrodzenia zasadniczego, nie więcej niż o 25% – przez okres nie dłuższy niż sześć miesięcy; wydalenie z pracy w urzędzie. Wydalenie ze służby cywilnej lub wydalenie z pracy w urzędzie powoduje zakaz ubiegania się o zatrudnienie w korpusie służby cywilnej przez okres pięciu lat. Sprawy dyscyplinarne członków korpusu służby cywilnej rozpoznają komisje dyscyplinarne: w I instancji – komisja dyscyplinarna; w II instancji – Wyższa Komisja Dyscyplinarna Służby Cywilnej. Sprawy dyscyplinarne osób zajmujących stanowiska dyrektorów generalnych urzędu rozpoznaje w I i II instancji Wyższa Komisja Dyscyplinarna. Przepisy te stosuje się również do członków służby zagranicznej niebędących członkami korpusu służby cywilnej. 
Podobne przepisy dotyczą też mianowanych urzędników państwowych w instytucjach nieobjętych służbą cywilną, a ponadto stosuje się je również do tych urzędników sądów i prokuratury, którzy pozostają zatrudnieni w drodze mianowania, na zasadzie praw nabytych. Szczególnej procedury dyscyplinarnej nie przewiduje natomiast ustawa o pracownikach samorządowych, z której usunięto możliwość zatrudniania urzędników w drodze mianowania, a osobom zatrudnionym wcześniej w ten sposób w samorządach formę zatrudnienia przekształcono mocą ustawy w zwykły stosunek pracy.

#### Żołnierze zawodowi
Osoba wykonująca zawód medyczny będąca żołnierzem zawodowym, która popełniła błąd medyczny, ponosi zgodnie z ustawą o obronie Ojczyzny odpowiedzialność dyscyplinarną za popełnienie przewinienia dyscyplinarnego, posiadającego jednocześnie znamiona innego czynu zabronionego, jeżeli to naruszenie prawa miało związek ze służbą wojskową, niezależnie od odpowiedzialności ponoszonej na podstawie innych przepisów. Ponadto ponosi odpowiedzialność dyscyplinarną również za: czyny, za które właściwe organy są uprawnione do nakładania kar porządkowych lub wymierzania kar pieniężnych, jeżeli właściwy organ wystąpił z wnioskiem o ukaranie dyscyplinarne do dowódcy jednostki wojskowej lub kierownika instytucji cywilnej; czyny o znamionach przestępstwa ściganego na wniosek dowódcy jednostki wojskowej albo wykroczenia ściganego na żądanie dowódcy jednostki wojskowej lub kierownika instytucji cywilnej, jeżeli uprawniony dowódca lub kierownik instytucji cywilnej odstąpił od złożenia wniosku albo żądania; czyny o znamionach przestępstwa lub wykroczenia albo przestępstwa skarbowego lub wykroczenia skarbowego, jeżeli sąd lub prokurator albo inny organ uprawniony do orzekania w tych sprawach wystąpił do dowódcy jednostki wojskowej lub kierownika instytucji cywilnej z wnioskiem o ukaranie dyscyplinarne.
Zgodnie z ustawą o służbie wojskowej żołnierzy zawodowych, prawomocne ukaranie przez organ właściwego samorządu zawodowego karą zawieszenia lub pozbawienia prawa wykonywania zawodu (specjalności zawodowej)e być podstawą do zwolnienia z zawodowej służby wojskowej.

#### FunkcjonariuszePolicji,Straży Granicznej,Państwowej Straż Pożarnej,Służby Ochrony Państwa,Centralnego Biura Antykorupcyjnego,Służby Celno-Skarbowej,Agencji Bezpieczeństwa Wewnętrznego,Agencji Wywiadu,Służby Kontrwywiadu Wojskowego,Służby Wywiadu Wojskowego,Służby Więziennej,Straży Marszałkowskiej
Osoba wykonująca zawód medyczny będąca funkcjonariuszem, która popełniła błąd medyczny, odpowiada na wniosek przełożonego, sądu lub prokuratora dyscyplinarnie na zasadach określonych w ustawach dotyczących poszczególnych służb. Nie można wszcząć postępowania dyscyplinarnego po upływie 90 dni od dnia otrzymania przez przełożonego wiadomości o popełnieniu przewinienia lub naruszenia dyscypliny służbowej. Jeżeli funkcjonariusz z powodu nieobecności w służbie nie ma możliwości złożenia wyjaśnień, bieg terminu, o którym mowa w ust. 1, nie rozpoczyna się, a rozpoczęty ulega zawieszeniu do dnia stawienia się funkcjonariusza do służby. Nie można wymierzyć funkcjonariuszowi kary dyscyplinarnej po upływie 1 roku od dnia popełnienia czynu, z wyjątkiem wymierzania kary dyscyplinarnej w wyniku wznowienia postępowania dyscyplinarnego, pod warunkiem że kara ta nie jest wyższa od kary dyscyplinarnej wymierzonej w postępowaniu, które zostało wznowione. W przypadku gdy czyn stanowi jednocześnie przestępstwo albo wykroczenie, przedawnienie karalności dyscyplinarnej następuje z upływem okresu przedawnienia karalności przestępstwa albo wykroczenia. Organ dyscyplinarny może wymierzyć jedną z kar, do których zwykle należą: nagana; surowa nagana; nagana z ostrzeżeniem; ostrzeżenie o niepełnej przydatności do służby na zajmowanym stanowisku; wyznaczenie na niższe stanowisko służbowe; obniżenie stopnia; ostrzeżenie o niepełnej przydatności do służby; wydalenie ze służby. Orzeczenie kary wydalenia ze służby powoduje zwykle zakaz przyjęcia do niej przez okres 10 lat. W stosunku do funkcjonariuszy w służbie kandydackiej można ponadto orzec zakaz opuszczania miejsca zakwaterowania na okres nie dłuższy niż 15 dni. Obwiniony ma prawo korzystania z pomocy obrońcy, którym może być wskazany przez obwinionego funkcjonariusz tej samej służby, adwokat albo radca prawny. Obrońca jest uprawniony do reprezentowania obwinionego w granicach udzielonego pełnomocnictwa. Wymierzanie kar dyscyplinarnych należy do komendanta lub szefa biura spraw wewnętrznych danej formacji, komendantów lub szefów właściwych jednostek terenowych, komendantów lub szefów ośrodków szkolenia, komendantów lub szefów ośrodków szkolenia oraz kierowników komórek organizacyjnych komendy głównej lub szefostwa, dowódcy kontyngentu danej formacji wydzielonego do realizacji zadań poza granicami państwa, a w przypadku zatrudnienia w komendzie głównej lub szefostwie danej formacji – do komendanta głównego lub do szefa. Od orzeczenia dyscyplinarnego wydanego w pierwszej instancji przysługuje odwołanie do komendanta głównego lub szefa, a od orzeczenia dyscyplinarnego wydanego w pierwszej instancji przez komendanta głównego lub szefa – w zależności od służby: do właściwego ministra, do Prezesa Rady Ministrów lub do Marszałka Sejmu. Orzeczenie wydane przez instancję odwoławczą może być zaskarżone do wojewódzkiego sądu administracyjnego.

#### Osoby wykonujące zawód medyczny w ramach jednostek współpracujących systemu Państwowe Ratownictwo Medyczne niebędących jednostkami służb mundurowych w zakresie

##### a) ratownictwa górniczego
W stosunku do osoby wykonującej zawód medyczny uczestniczącej w czynnościach ratownictwa górniczego jako ratownik górniczy lub jako osoba przeszkolona w zakresie ratownictwa górniczego niebędąca ratownikiem górniczym, która czynności wykonuje z rażącym niedbalstwem lub z naruszeniem prawa, można orzec, w drodze decyzji, zakaz ich wykonywania, na okres do 2 lat. Postępowanie w tej sprawie nie może zostać wszczęte po upływie roku od dnia zaistnienia zdarzenia uzasadniającego wszczęcie postępowania, a zakaz nie może zostać orzeczony po upływie 5 lat od dnia zdarzenia,
Służba ratownicza zakładu górniczego utrzymywana jest przez przedsiębiorcę prowadzącego zakład górniczy lub – na jego zlecenie – przez jednostkę ratownictwa górniczego (podmiot zawodowo trudniący się ratownictwem górniczym): Centralną Stację Ratownictwa Górniczego w Bytomiu, Oddział/Jednostkę Ratownictwa Górniczo-Hutniczego KGHM Polska Miedź w Lubinie lub Ratowniczą Stację Górnictwa Otworowego w Krakowie. Drużyna ratownicza zakładu górniczego zorganizowana jest w formie kopalnianej lub zakładowej stacji ratownictwa górniczego. Osoba wykonująca zawód medyczny będąca ratownikiem górniczym bierze udział jako członek zastępu ratowniczego w pogotowiu ratowniczym, w ćwiczeniach, pracach profilaktycznych i akcjach ratowniczych; w przypadku wezwania niezwłocznie zgłasza się do kopalnianej stacji ratownictwa górniczego lub wyznaczonego miejsca w sposób określony w planie ratownictwa; poddaje się, nie rzadziej niż co 12 miesięcy, okresowym specjalistycznym badaniom lekarskim; uczestniczy co pięć lat w kursie okresowym dla ratowników górniczych. W przypadku niewywiązywania się z tych obowiązków z przyczyn przez nią zawinionych, kierownik kopalnianej stacji ratownictwa górniczego skreśla ratownika górniczego z ewidencji członków drużyny ratowniczej zakładu górniczego. Ponowny wpis do ewidencji członków drużyny ratowniczej zakładu górniczego następuje po wykonaniu obowiązków. 
W przypadku specjalistycznych drużyn ratowniczych, powoływanych w celu prowadzenia akcji ratowniczych i wykonywania prac profilaktycznych w podziemnym zakładzie górniczym wymagających zastosowania specjalnych technik, w szczególności alpinistycznych lub nurkowych, osoba wykonująca zawód medyczny może brać udział w czynnościach ratowniczych jako ratownik górniczy specjalistycznego zastępu ratowniczego lub jako lekarz przygotowany do współdziałania ze specjalistycznymi zastępami ratowniczymi. Ratownik górniczy specjalistycznego zastępu ratowniczego obok zwykłych obowiązków ratownika górniczego bierze udział w ćwiczeniach specjalistycznych, szkoleniach i zgrupowaniach kondycyjno-szkoleniowych.
W przypadku niewywiązywania się przez z obowiązków z przyczyn przez niego zawinionych, kierownik kopalnianej stacji ratownictwa górniczego skreśla ratownika górniczego z ewidencji członków drużyny ratowniczej zakładu górniczego.

#### Rzemieślnicy
Osoby wykonujące jeden z zawodów medycznych zaliczanych do zawodów rzemieślniczych (optyk okularowy, technik ortopeda, protetyk słuchu, obuwnik ortopedyczny), którzy są członkami cechu, odpowiadają zgodnie z art. 6 ustawy o rzemiośle przed sądem cechowym za naruszenie zasad etyki zawodowej i rzetelnego wykonywania rzemiosła. Do zakresu działania sądu cechowego należy orzekanie kar: upomnienia, nagany, pozbawienia prawa do korzystania z określonych świadczeń cechu na okres do 1 roku, pozbawienia prawa wybieralności do organów cechowych na okres do 3 lat, wykluczenia. Wykluczenie z cechu nie powoduje zakazu wykonywania zawodu, skutkuje jednak prawną utratą możliwości zatrudniania pracowników młodocianych w celu przygotowania zawodowego, ponadto może stanowić przesłankę dla skreślenia rzemieślnika przez sąd z listy biegłych sądowych. W przypadku rozpatrywania sprawy członka sąd cechowy może – niezależnie od orzeczenia  kary – zgłaszać wnioski o odwołanie z pełnionej funkcji w organach statutowych organizacji rzemieślniczych. W przypadku rozpatrywania sprawy powstałej wskutek skarg osób korzystających ze świadczeń członka i uznanie skargi za zasadną, sąd niezależnie od orzeczenia kary może zalecić naprawienie wyrządzonej szkody materialnej. Odwołania rozpatruje sąd przy właściwej izbie rzemieślniczej.

### Odpowiedzialność zawodowa

#### Lekarze i lekarze dentyści
Ustawa o izbach lekarskich nie używa terminu błąd medyczny. Na podstawie tej ustawy możliwe jest jedynie postępowanie w przedmiocie odpowiedzialności zawodowej obwinionego lekarza przed okręgowym sądem lekarskim właściwej okręgowej izby lekarskiej. Postępowanie prowadzi właściwy okręgowy rzecznik odpowiedzialności zawodowej. Pokrzywdzonym może być osoba fizyczna, prawna lub jednostka organizacyjna bez osobowości prawnej, „której dobro prawne zostało bezpośrednio naruszone lub zagrożone przez przewinienie zawodowe” (art. 57). Rozprawy i ogłoszenie orzeczenia są jawne dla wszystkich. Sąd lekarski może orzec o przewinieniu zawodowym „za naruszenie zasad etyki lekarskiej oraz przepisów związanych z wykonywaniem zawodu lekarza” (art. 53-112). Możliwe kary dla lekarza: upomnienie, nagana, kara pieniężna, czasowy zakaz pełnienia funkcji kierowniczych w ochronie zdrowia, czasowe ograniczenie prawa wykonywaniu zawodu, czasowe zawieszenie prawa wykonywania zawodu albo bezterminowe pozbawienie prawa wykonywania zawodu. Od orzeczenia okręgowego sądu lekarskiego stronom przysługuje odwołanie do Naczelnego Sądu Lekarskiego (art. 90). Od prawomocnego orzeczenia Naczelnego Sądu Lekarskiego przysługuje kasacja do Sądu Najwyższego (art. 95). Naczelna Rada Lekarska (organ kierowniczy Naczelnej Izby Lekarskiej) prowadzi rejestr ukaranych lekarzy i lekarzy dentystów i ma do niego dostęp ten, kto wykaże interes prawny. Ustawa przewiduje także możliwość mediacji (art. 113).

#### Pozostałe zawody medyczne
Pozostałe zawody medyczne takie, jak felczer, technik farmaceutyczny, psychoterapeuta, perfuzjonista, dietetyk, technik dentystyczny, fizyk medyczny, asystentka stomatologiczna, higienistka stomatologiczna, higienistka szkolna, protetyk słuchu, elektroradiolog, terapeuta zajęciowy, optometrysta, logopeda, ortoptystka, opiekun medyczny, optyk okularowy, technik ortopeda, instruktor terapii uzależnień, specjalista terapii uzależnień, obuwnik ortopedyczny, dyspozytor medyczny – podlegają odpowiedzialności zawodowej jedynie teoretycznie, na podstawie wciąż obowiązującej ustawy z dnia 18 lipca 1950 r. o odpowiedzialności zawodowej fachowych pracowników służby zdrowia. W praktyce ustawa ta jednak nie funkcjonuje – przewidziane w niej okręgowe komisje kontroli zawodowej przestały istnieć wraz ze zniesieniem wojewódzkich rad narodowych, przy których funkcjonowały. Nowe zasady miały zostać określone w projektowanej ustawie o niektórych zawodach medycznych, ale prace nad nią zostały wstrzymane.